# Roland Agret
« Agret » redirige ici. Pour l’article homophone, voir Agrès.
 (janvier 2016).
Si vous disposez d'ouvrages ou d'articles de référence ou si vous connaissez des sites web de qualité traitant du thème abordé ici, merci de compléter l'article en donnant les références utiles à sa vérifiabilité et en les liant à la section « Notes et références ».
Roland Agret, né le 2 août 1942 à Clermont-Ferrand, dans le Puy-de-Dôme, et mort le 18 septembre 2016 à Silhac, dans l'Ardèche, est un Français victime d'une erreur judiciaire.
Il est le fondateur d'Action Justice, une association visant à aider les personnes condamnées ayant subi des dysfonctionnements judiciaires.

## Biographie
Roland Agret est le benjamin d'une fratrie de quatre garçons. Employé d'une compagnie d'assurances, il se laisse entraîner à la fréquentation de quelques mauvais garçons. Condamné une première fois à un an de prison pour avoir utilisé des chèques volés, il décide de changer de vie, une fois libéré. 

### L'affaire Borrel-Moreno
Agret devient l'homme de confiance d'un garagiste, André Borrel qui, plus tard, s'avérera être un membre du Service d'action civique (SAC). Accusé d'avoir été l'instigateur du meurtre de ce dernier et de son assistant Jean Moreno (commis le 9 novembre 1970) par de faux témoins, qui seront condamnés ensuite pour subornation de témoins, il est condamné le 28 février 1973 à quinze ans de réclusion par la Cour d'assises du Gard, malgré ses protestations d'innocence. Les pourvois de Santelli, Agret et Antoine Ritter sont rejetés par la Cour de cassation le 4 mai 1973.
Quelques jours plus tard, Antoine Santelli, condamné à mort pour le double-meurtre puis gracié en juillet 1973, revient sur ses accusations, affirmant que Roland Agret est innocent dans des lettres puis plus tard devant la chambre correctionnelle de la cour d'appel de Dijon en avril 1976.
Une première requête en révision est déposée le 27 avril 1976 par le Garde des Sceaux Jean Lecanuet, qui réclame notamment une nouvelle audition d'Antoine Santelli. Cependant la Cour de cassation rejette la demande de mise en liberté de Roland Agret le 11 mai 1976.
En milieu carcéral, bien que persistant sans relâche dans ses manifestations, il reste détenu pendant sept ans. Il est libéré par grâce présidentielle (pour des raisons médicales) en 1977 après une grève de la faim d'un an et vingt-huit jours[réf. nécessaire]. Maintenu en vie par perfusions, il est « aux portes de la mort » et pèse 47 kg.[réf. nécessaire] Il est sauvé in extremis par l'intervention de sept experts conduits par Bernard Granjon (Médecins du monde) qui alerteront le président Valéry Giscard d'Estaing de son état critique.[réf. nécessaire]
En 1985, hébergé chez l'un de ses amis, Jean Claude Lézier, président de Radio 20/20, dans le 20e arrondissement de Paris, il fait de nouveau une grève de la faim pour être entendu à propos des indemnisations judiciaires « sélectives et à la tête du client » selon lui.[réf. nécessaire]
À la suite d'une nouvelle requête en révision déposée en octobre 1983, la  chambre criminelle de la Cour de cassation décide, le 29 mars 1984, d'annuler sa condamnation de 1973 et le renvoie devant les assises du Rhône.
Il est rejugé à Lyon en 1985 et acquitté le 25 avril de cette même année. Pour obtenir son procès de révision, il est allé jusqu'à se couper deux doigts pour les porter au ministère de la Justice, à l'intention du Garde des Sceaux. En 1983, il avait également avalé des manches de fourchettes.[réf. nécessaire]

### Son combat:«Action Justice»
Le 10 novembre 2005, il se tire une balle dans le pied pour protester contre le refus de la commission d'indemnisation de la cour d'appel de l'indemniser des années qu'il a passées en prison alors qu'il était innocent. Il a finalement eu gain de cause.
En 2005, Roland Agret est universitaire à Descartes, section Victimologie.[réf. nécessaire]
Pendant toutes ces années de lutte, son épouse Marie-Jo a porté ce combat devant l'opinion publique, motivant et mobilisant intellectuels, avocats, magistrats, hommes politiques, journalistes, médecins, comédiens, écrivains, etc.[réf. nécessaire]
Son cas est l'une des rares erreurs judiciaires françaises reconnues. À la suite de son histoire, il décide de fonder Action Justice, une association visant à aider les personnes condamnées et clamant leur innocence. Cette association s'inscrit dans la continuité des Comités Agret qui, à l'époque, s'étaient propagés dans toute la France sous l'impulsion de Marie-Jo.
Il a notamment travaillé à faire libérer Dany Leprince condamné à la perpétuité avec 22 ans de sûreté. Dans le cadre de cette histoire, il écrit à cette occasion, en collaboration avec Nicolas Poincaré, un livre intitulé Condamné à tort.[réf. nécessaire]
En 2007, il reçoit le prix Monte Cristo avec son livre Mon corps en otage.[réf. nécessaire]
En 2008 Roland Agret, se disant victime d'injures et de manipulations, décide de rompre ses relations avec Dany Leprince et déconnecte l'association Action Justice. Le Groupe Renée Leprince, invoquant les mêmes raisons, fait de même. Plus tard et toujours pour les mêmes causes, ce sont les membres fondateurs de l'Association des amis de Dany qui renonceront à leur tour.[réf. nécessaire]
Avec Action Justice, Roland Agret a participé entre autres, sur de lourdes peines initiales à quatre grâces présidentielles, une révision de procès aboutie, deux annulations de peines et dix-huit acquittements.[réf. nécessaire]
Militant également pour la liberté de la parole et de la presse, Roland Agret a été désigné par RSF membre d'honneur de l'organisation depuis le 21 avril 2008.[réf. nécessaire]
Il a collaboré lors de sa création en septembre 2008 à l'hebdomadaire Siné Hebdo, où il participait à une rubrique judiciaire.[réf. nécessaire]
En 2011-2012, il présente Quand la justice s'égare sur Planète+ Crime.[réf. nécessaire]
Il est également chroniqueur à Boulevard Voltaire.[réf. nécessaire]
Le 10 octobre 2013, il est auditionné à l'Assemblée nationale par Georges Fenech et Alain Tourret, députés rapporteurs de la Commission des Lois à propos de la réforme des révisions de procès.[réf. nécessaire]

### Mort
Il meurt le 18 septembre 2016 à l’âge de 74 ans des suites d'une embolie pulmonaire à Vernoux (Ardèche).

## Publications
- Nicolas Kalamouka et Roland Agret, Justice soit fête, 1981
- T'y touches tu y restes, collaboration avec les classes de quatrième du collège de Meyrués.
- Coupable d'innocence, Ramsay, 1984
- Le Shbeb, Fleuve noir, 1986
- La Justice à deux doigts près, Carrière, 1986
- Pendaresse, Fleuve noir, 1987
- Et si vous saviez, Plon, 1991
- La Justice à marée basse, Austral, 1997
- La Vouyoucratie, Filipacchi, 1997
- L'Amour enchristé, Blanche, 1998
- Mon combat est le vôtre, Grasset, 1997
- La Justice me fait peur, JM Laffont, 2004
- Mon corps en otage, Hugo doc., 2007, prix "Monte Cristo" en 2007
- Roland Agret et Nicolas Poincaré, Condamné à tort, Éditions Michel Lafon, 2008
- Roland Agret et Philippe Bilger, Et si on jugeait les juges ?, Paris, Éditions Mordicus, 2009, 99 p. (ISBN 978-2-918414-08-7)
- Roland Agret et Nicolas Poincaré, Affaire Dany Leprince : Révélations et indigestion judiciaire, Anne Carrière, 2011.

## Télévision
- Auteur série TF1 Un homme en colère avec Richard Bohringer
- Coauteur série Action Justice, France 3 avec Alexandra Kazan
- Coauteur, scénariste du téléfilm Le Voyou et le Magistrat, TF1, avec Roland Giraud[réf. nécessaire]
- Coauteur émission, avec Frédéric Gilbert de  Enquête publique (TF1)[réf. nécessaire]
- Coauteur et présentateur Quand la justice s'égare (2011) sur Planète Justice[réf. nécessaire]

### Livre
- « Socio-anthropologie de l'erreur judiciaire », Jouvet Lucie, l'Harmattan, Collection logiques sociales, 2010.

### Articles de presse
- « Roland Agret : "C'est à force de cogner qu'on obtient justice..." », Vincent Vantighem, 6 mars 2013, 20 minutes.
- « Roland Agret toujours à "deux doigts" de l’acquittement », Christelle Monteagudo, 27 novembre 2013, Lyon Capitale.

### Documentaires télévisés
- « L'innocence à tout prix : l'affaire Roland Agret », réalisé par Frédéric Gilbert (journaliste) 28 juillet 2010, 26 août 2010 et 21 janvier 2011, Accusé à tort, M6.
- « Roland Agret : coupable d'innocence » dans l'émission Présumé Innocent sur Direct 8.